# Cotarsina vivax
Cotarsina vivax là một loài bướm đêm trong họ Noctuidae.